# Bahnhof Earlestown
Der Bahnhof Earlestown steht im Ortsteil Newton-le-Willows des Metropolitan Borough of St Helens an der Bahnstrecke Liverpool–Earlestown–Manchester. Er gilt als der älteste noch betriebene Bahnhof der Welt.

## Geschichte

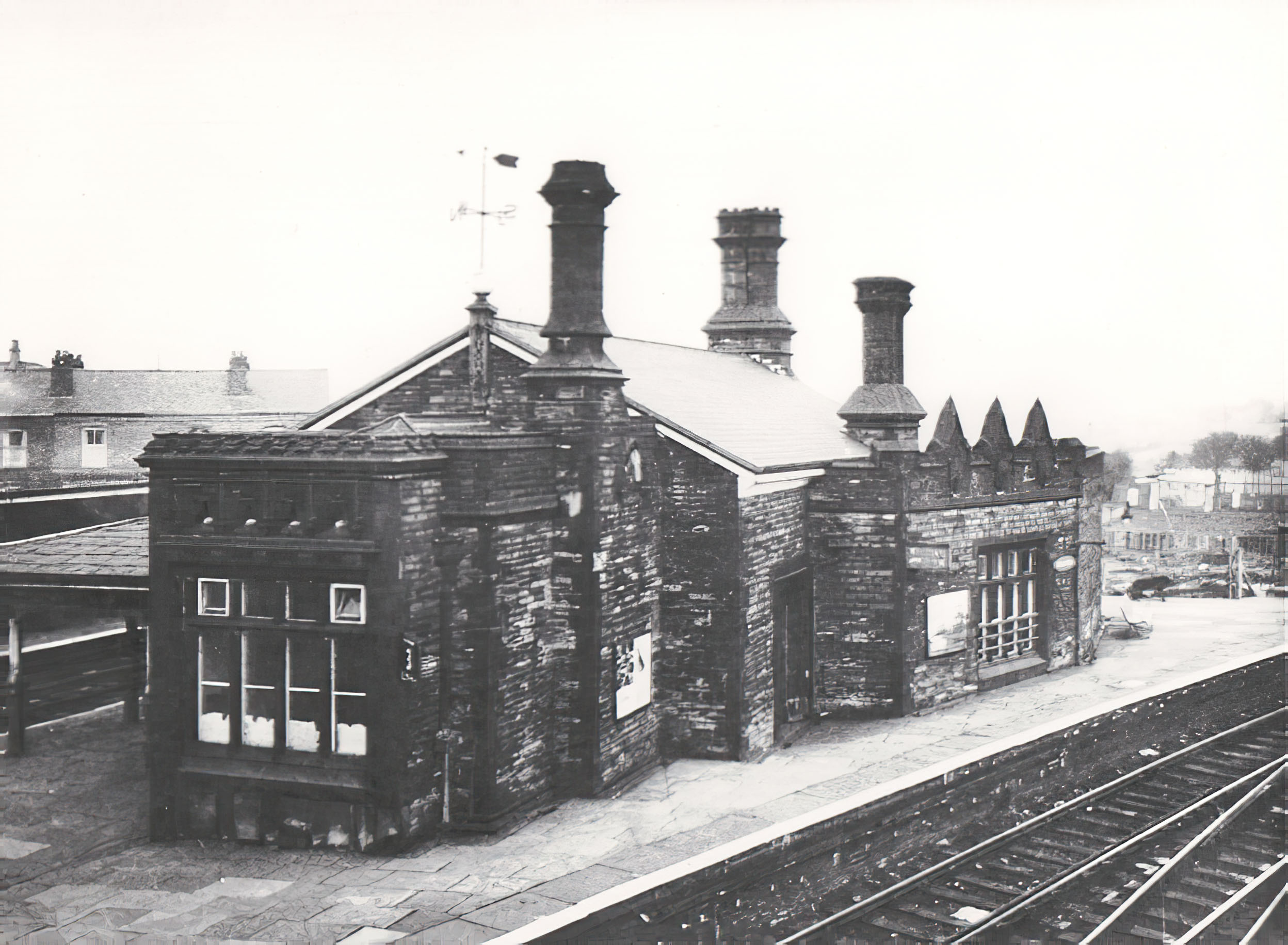
„Rückseite“ des Empfangsgebäudes, Bahnsteig der Verbindung Liverpool–Warrington

Der Bahnhof ging am 25. Juli 1831 in Betrieb, als die Warrington and Newton Railway eröffnete und hier an die am 15. September 1830 eröffnete Liverpool and Manchester Railway anschloss. Damit gilt der Bahnhof Earlestown auch als weltweit erster Eisenbahnknoten.
Die Bahnhofsbezeichnung änderte sich mehrfach:
- In der Anfangszeit verwendeten die Fahrpläne die Bezeichnungen Viaduct (1831), Warrington Junction (1832), folgend: Newton Junction
- Warrington Junction (1852)
- Earlestown Junction (1861)
- Earlestown (1950)

1831 war nur die Verbindungskurve Richtung Liverpool erstellt worden. Damit Züge auch nach Manchester durchfahren konnten, entstand 1837 eine zweite Verbindungskurve dorthin und damit ein Gleisdreieck. Die Warrington and Newton Railway ging bereits Ende 1834 an die Grand Junction Railway über, die sie als Anschluss für ihre Strecke nach Birmingham nutzte (eröffnet 1837), von wo aus ab 1838 bis London durchgefahren werden konnte.
Das führte zu folgendem Betriebsmodell: Je ein Zug verließ Liverpool Crown Street und Manchester Liverpool Road, um sich in Earlestown zu treffen. Dort wurden sie zusammengekuppelt und als ein Zug nach Birmingham weitergeführt. Ab 1839 führte die Verbindung Kurswagen nach London. In umgekehrter Richtung wurde der Zug bereits im Bahnhof Warrington Bank Quay geteilt und die Zugteile fuhren getrennt nach Liverpool und Manchester. Das war die erste Zugflügelung weltweit.
Die Züge der späteren London and North Western Railway in Richtung Schottland verkehrten eine Zeit lang über Earlestown und Parkside und nutzten dabei einen kurzen Abschnitt der Strecke zwischen Liverpool und Manchester. Später wurde diese Linienführung durch den Golborne Cut-off ersetzt.

## Anlage

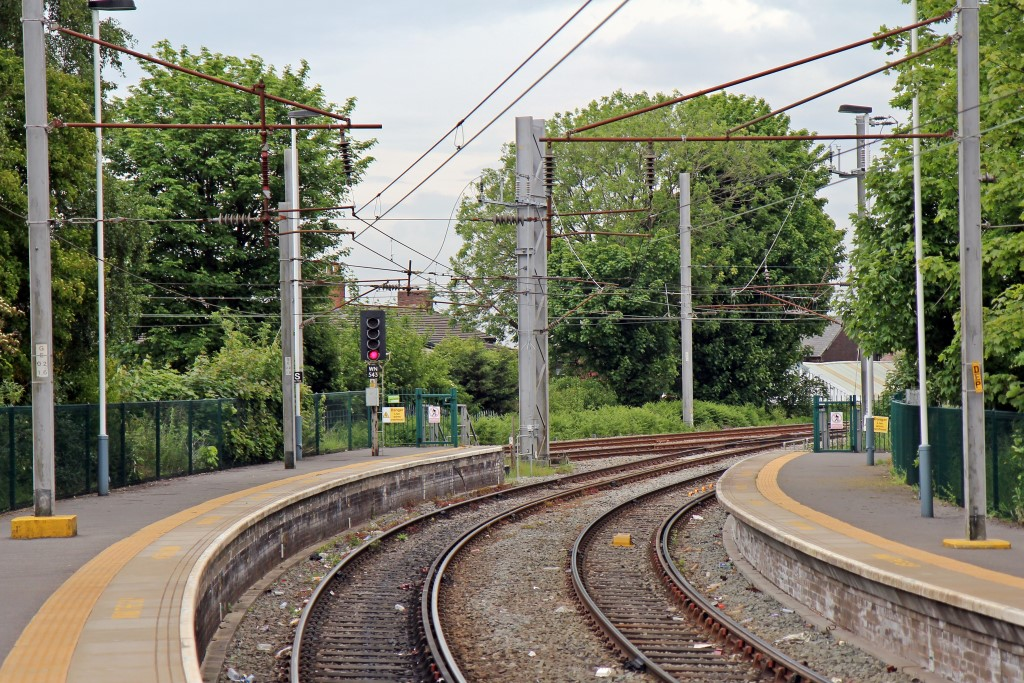
Enger Bogen an Gleis 4 (im Hintergrund die Bahnstrecke Liverpool–Manchester)

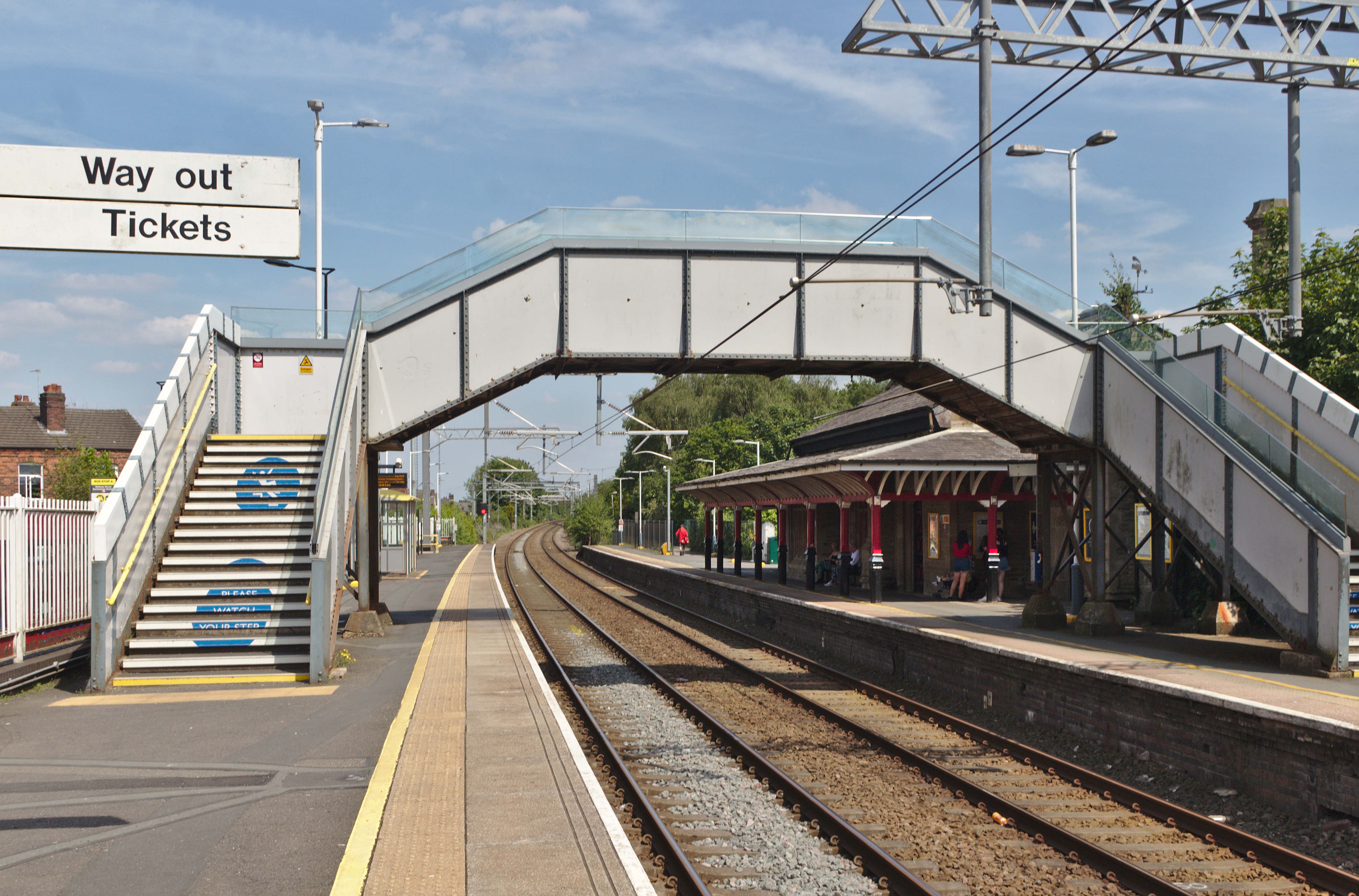
Fußgängersteg über die Bahnstrecke Liverpool–Manchester, Blick Richtung Manchester

Der Bahnhof Earlestown liegt in einem Gleisdreieck, das 1837 fertiggestellt wurde und als das älteste der Welt gilt. Entsprechend den damals geringen gefahrenen Geschwindigkeiten weisen seine Gleisbogen einen sehr geringen Radius auf, was bei steigenden Geschwindigkeiten zu Problemen und einer niedrigen Höchstgeschwindigkeit führte. Durch den Anschluss der Strecke nach Birmingham erhielt die Bahnhofsanlage eine dreieckige Form mit sechs Bahnsteigen. Heute ist das Gleisdreieck des Bahnhofs Earlestown eines von zweien, die es in Großbritannien noch gibt.
Durch dieses Dreieck verliefen zudem die Gleise der Haydock Colliery Railway, die Kohle aus den Bergwerken in Haydock zu den Kaianlagen am Mersey in Warrington abfuhr. Die Haydock Colliery Railway kreuzte die Gleise der beiden anderen Bahnstrecken niveaugleich und besaß Gleisverbindungen zu ihnen in Richtung Manchester und Warrington.
Der Beeching-Report von 1963 schlug die Schließung des Bahnhofs Earlestown vor, was jedoch unterblieb.
Der östliche Abschnitt des Gleisdreiecks wurde mit der West Coast Main Line mit 25 kV 50 Hz Wechselstrom elektrifiziert. Die verbleibenden Teile des Bahnhofs erhielten im Rahmen der „North West Electrification“ Oberleitung. Die Arbeiten wurden im Februar 2015 abgeschlossen, der fahrplanmäßige Personenverkehr mit elektrischer Traktion im März 2015 aufgenommen.
Ursprünglich waren alle drei Seiten des Gleisdreiecks zweigleisig ausgebaut. Heute ist im Bogen in der Verbindung Liverpool–Warrington ein Gleis abgebaut.

## Empfangsgebäude
Das Empfangsgebäude von Earlestown liegt an der Südseite der Bahnstrecke Liverpool–Manchester, im Zwickel des westlichen Verbindungsbogens des Gleisdreiecks. Es wurde möglicherweise um 1840 errichtet. Unterlagen, die den genauen Entstehungszeitpunkt belegen, scheinen nicht vorhanden zu sein. Es ist erhalten und diente zuletzt (derzeit ungenutzt) als Wartesaal des Bahnhofs. Es gilt als das älteste erhaltene Empfangsgebäude eines Bahnhofs, der noch betrieben wird.
Das einstöckige Gebäude trägt ein Schieferdach mit drei achteckigen Schornsteinen. Die Hauptfassade weist zur Bahnstrecke Liverpool–Manchester. Gestaltet ist sie asymmetrisch in den Formen des Gothic Revival und weist mehrere Vor- und Rücksprünge auf. Gleisseitig ist dort eine Bahnsteigüberdachung vorgebaut, die auf acht Stützen ruht und weit Richtung Bahnsteigkante vorkragt. Die Rückseite ist, um sich etwas dem Gleisbogen nach Warrington anzupassen, ebenfalls stark gestaffelt. Hier gibt es kein Bahnsteigdach. Die „Straßenseite“ des Gebäudes ist dessen östliche Schmalseite.
Das Bauwerk ist als Kulturdenkmal zweiter Kategorie (Grade II) gelistet und steht unter Denkmalschutz.

## Umfeld
Das dem Bahnhof westlich vorgelagerte Sankey-Viadukt ist eine der ältesten noch als solche genutzten Eisenbahnbrücken der Welt.
Das Gebiet zwischen dem Bahnhof und dem Sankey-Viaduct nutzten ab 1833 die Viaduct Locomotive Works als Betriebsgelände. 1853 pachtete die London and North Western Railway das Areal und errichtete dort die Waggonfabrik für ihr Unternehmen. Die aus den Industriebetrieben entstehende Arbeitersiedlung erhielt den Spitznamen Earle’s Town, nach Hardman Earle, einem der Direktoren. Der Name hielt sich, änderte sich in die heute gebräuchliche Schreibweise und wurde schließlich als Bezeichnung für den Bahnhof übernommen.

## Verkehr

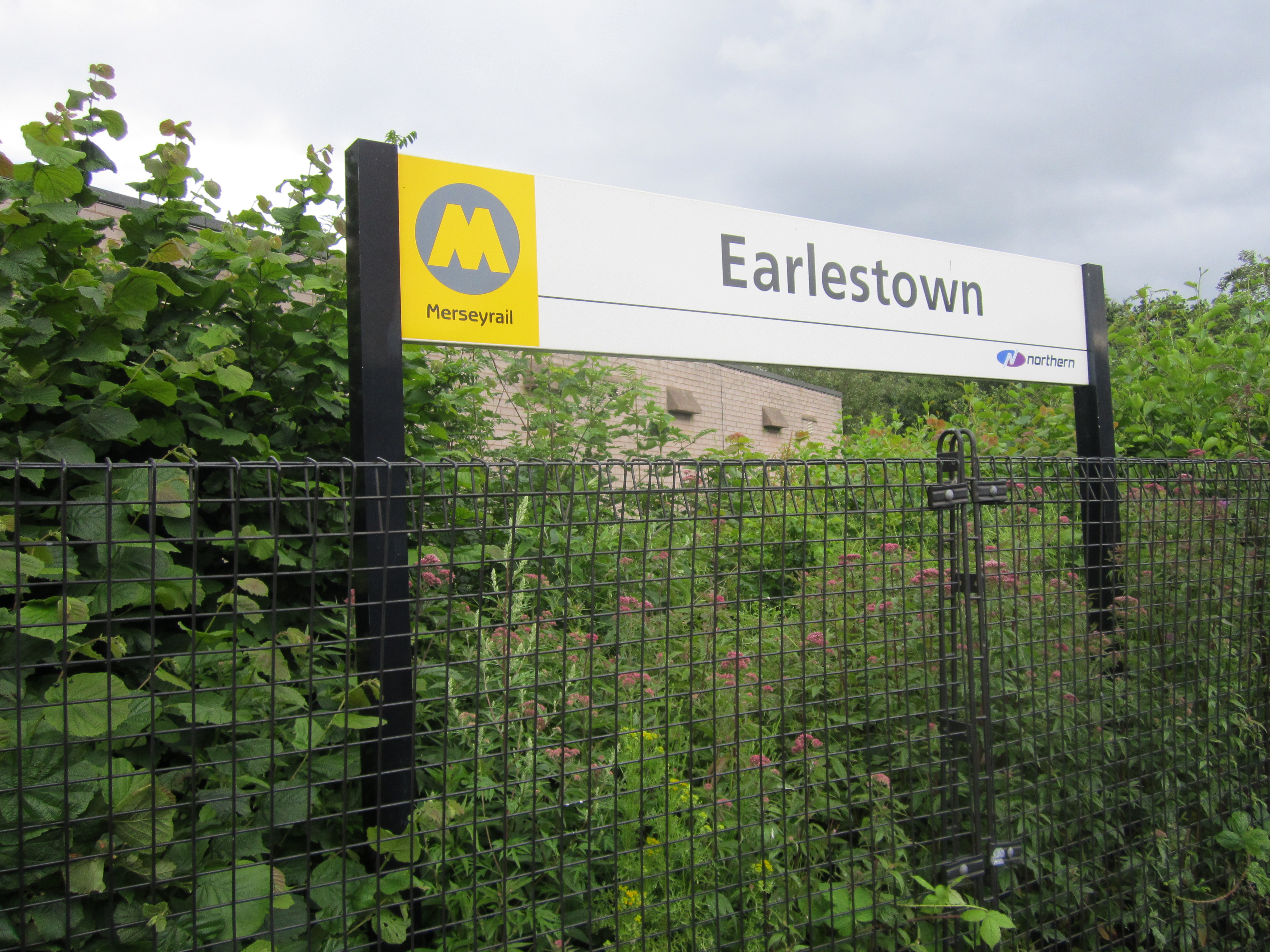
Bahnhofsschild

Gegenwärtig (Stand 2024) gibt es regelmäßige Verbindungen nach Liverpool Lime Street, Manchester Victoria, Manchester Airport, Warrington Bank Quay, Chester und weiter über die North Wales Coast Line und den nördlichen Abschnitt der Conwy Valley Line nach Llandudno.

## Galerie

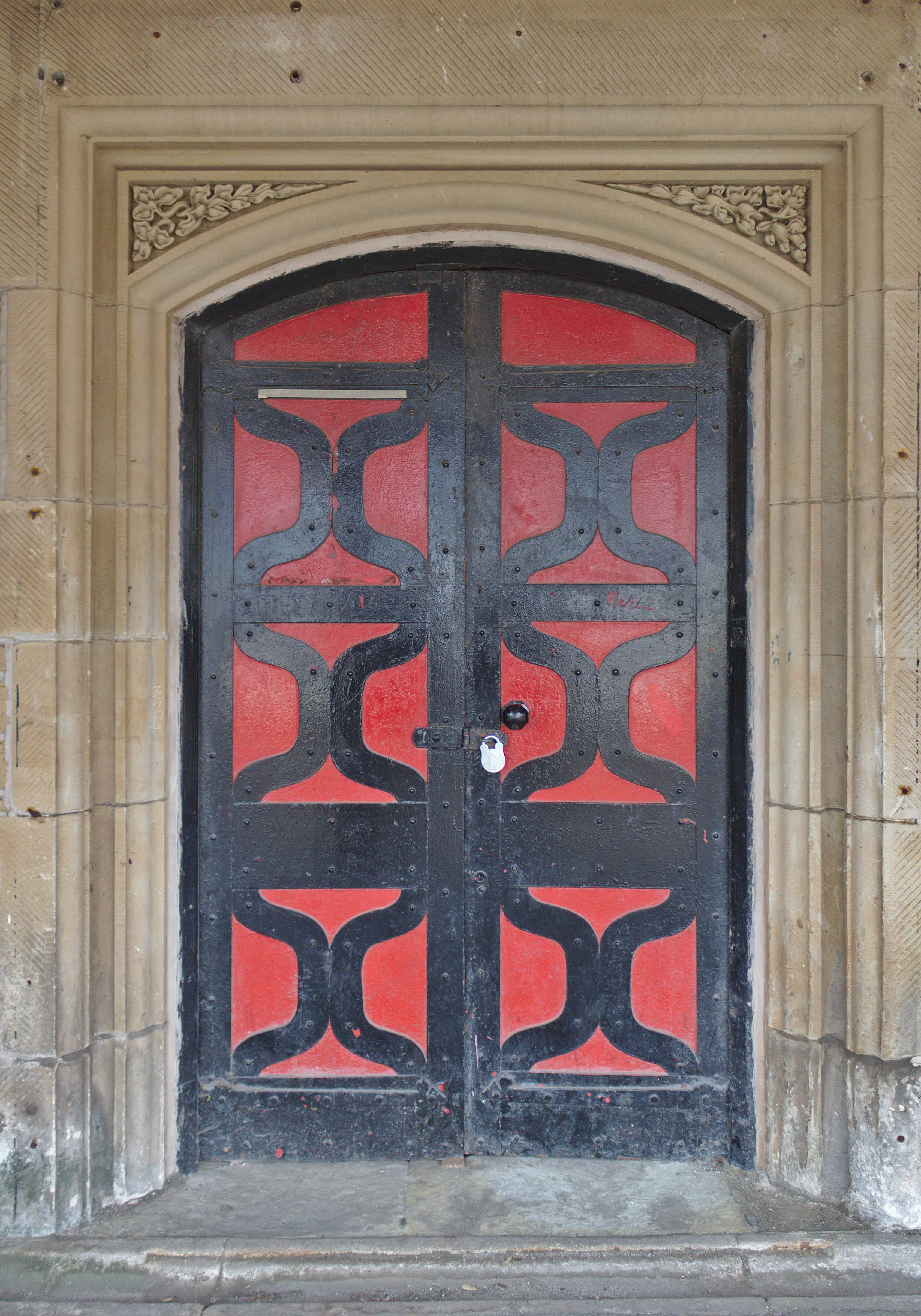
Baudetails:
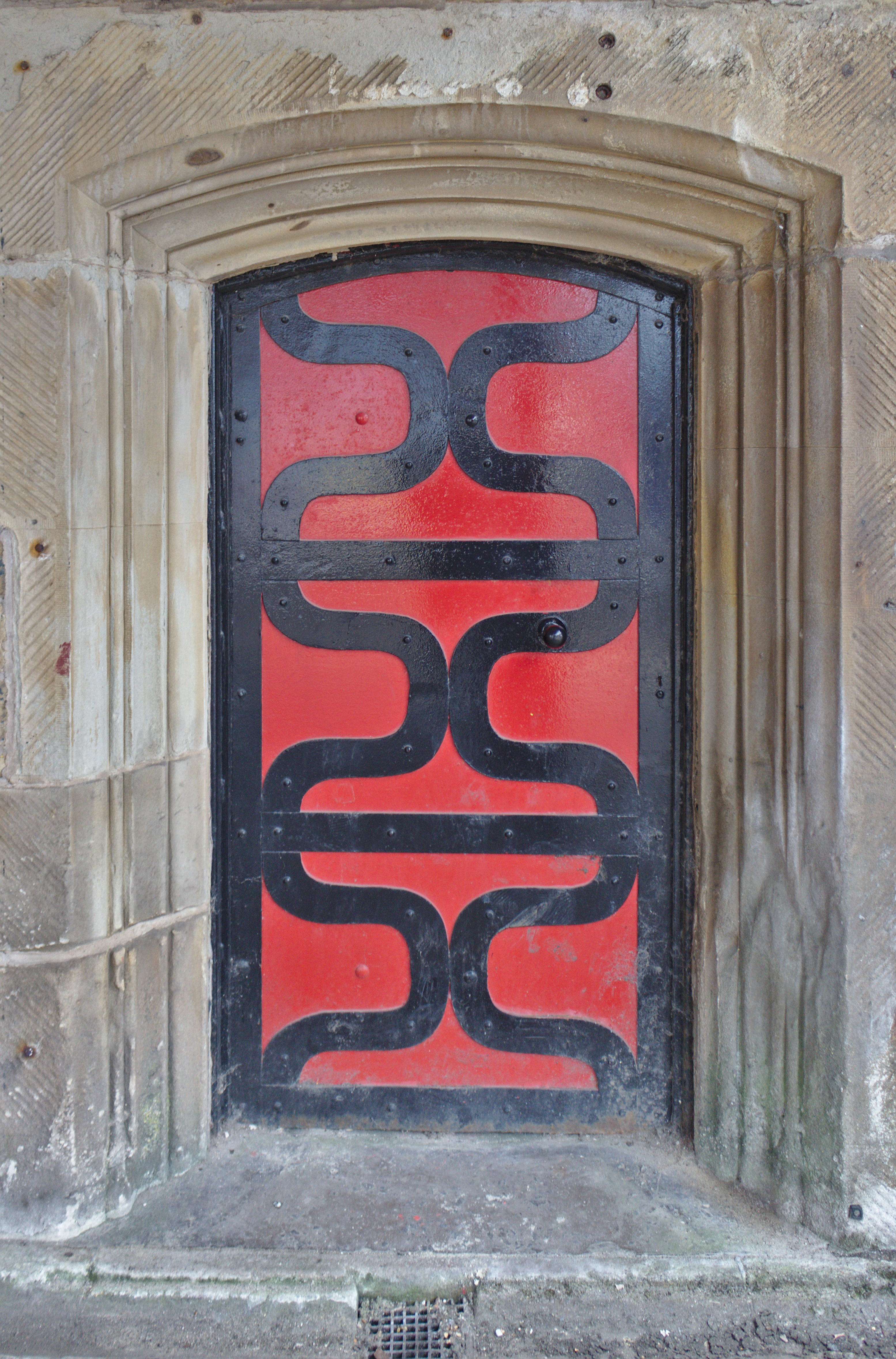
Historische Türen